# Glaciar Matusevich
El glaciar Matusevich (69°20′S 157°27′E / -69.333, 157.450) es un glaciar amplio de aproximadamente 50 millas náuticas (93km; 58 millas) de longitud, con una lengua glaciar bien desarrollada, que fluye hacia la costa de la Antártida oriental entre las montañas Lazarev y el extremo noroeste de las colinas Wilson.

## Descubrimiento y nombramiento
La región fue fotografiada por la operación Highjump de la Marina de los Estados Unidos (1946-47), la Expedición Antártica Soviética (1957-58), y las Expediciones de Investigación Antártica Nacionales de Australia (1959 y 1962). Fue nombrado por la expedición soviética en honor a Nikolai Nikolayevich Matusevich, un hidrógrafo y topógrafo soviético.

## Glaciología
El glaciar fluye hacia la costa de la Antártida Oriental, atravesando un canal entre las montañas Lazarev y el extremo noroeste del terreno Wilson. Confinado por las rocas circundantes, el río de hielo se mantiene compacto. Sin embargo, las tensiones provocadas por su movimiento generan profundas grietas o hendiduras en el hielo.Al salir del canal, el glaciar tiene espacio para expandirse mientras flota sobre el océano. Esta expansión, junto con el empuje de las olas oceánicas, provoca que el hielo se fracture, lo cual suele ocurrir a lo largo de grietas ya existentes. El glaciar Matusevich no drena una cantidad significativa de hielo del continente antártico, por lo que sus avances y retrocesos no tienen una repercusión global. Sin embargo, al igual que otros glaciares antárticos, Matusevich contribuye a que los glaciólogos comprendan mejor el estado general de los glaciares en la Antártida y el volumen de su capa de hielo.

## Localización
El glaciar de Matusevich se extiende hacia el norte hasta el océano Austral, entre las montañas Lazerev y las colinas Wilson. Termina en el Océano Austral en forma de una lengua de hielo entre la bahía de Lauritzen y la bahía Harald. La isla de Babushkin y las islas Terra Nova se encuentran al norte de la lengua. Entre los accidentes geográficos de las colinas Wilson al este se incluyen, de sur a norte, El monte Dalton, el pico Thompson, el promontorio Ringgold y el Monte Archer. Los accidentes costeros alrededor de la bahía Harald, hacia el este, incluyen, de oeste a este, el cabo Archer, la isla Kartografov y la punta Williamson. El glaciar Laizure se encuentra al este de la bahía Harald.

## Accidentes costeros

### Lengua del glaciar Matusevich
69°5′S 157°15′E / -69.083, 157.250. Una lengua glaciar de aproximadamente 18 millas náuticas (33km; 21 millas) de longitud, que constituye la amplia extensión hacia el mar del glaciar Matusevich. El Magga Dan, buque de las ANARE (Expediciones Nacionales Australianas de Investigación Antártica)  lideradas por Phillip Law, rodeó la lengua el 21 de febrero de 1959, momento en el cual se determinó que su extremo hacia el mar flotaba sobre 300 brazas de océano.

### Bahía de Lauritzen
69°07′S 156°50′E / -69.117, 156.833. Una bahía de aproximadamente  12 millas náuticas (22 km; 14 millas) de ancho, ocupada por hielo de bahía y costras de hielo, que se adentra en la costa entre el cabo Yevgenov y la cresta Coombes. La lengua del glaciar Matusevich se une con la cresta Coombes para formar el lado occidental de la bahía. Fue fotografiada desde el aire por la Operación Highjump de la Marina de los Estados Unidos en 1947. Dibujada y fotografiada por Phillip Law, líder de las ANARE (Magga Dan), el 20 de febrero de 1959. Fue nombrada por el ANCA en honor a Knud Lauritzen, armador de Copenhague, Dinamarca, propietario del Magga Dan y de otros buques utilizados por las ANARE desde 1954.

### Isla Babushkin
69°06′S 157°36′E / -69.100, 157.600. Pequeña isla situada a 5,5 millas náuticas (10,2 km; 6,3 millas) al norte de Archer Point y a 5 millas náуticas (9,3km; 5,8 millas) al este de la lengua del glaciar Matusevich. Cartografiada por la Expedición Antártica Soviética (1958) y nombrada en honor a Mikhail S. Babushkin (1893–1938), aviador polar soviético desaparecido en el Ártico.

### Islas Terra Nova
66°53′S 157°57′E / -66.883, 157.950. Dos islas pequeñas situadas frente a la costa antártica, aproximadamente a 14 millas náuticas (26 km; 16  millas) al norte de Williamson Head. Fueron avistadas desde el Magga Dan el 8 de marzo de 1961 por las ANARE bajo el mando de Phillip Law. Nombrado por la ANCA en honor al barco de la expedición de la BrAE, 1910-13, el Terra Nova, desde el cual el teniente H.L.L. Pennell, de la Marina Real, descubrió y cartografió puntos costeros en las inmediaciones. 

### Bahía Harald
69°12′S 157°45′E / -69.200, 157.750. Una bahía de aproximadamente 4 millas náuticas (7,4 km; 4,6 millas) de ancho que se adentra en la costa entre Archer Point y Williamson Head. Fue fotografiada desde el aire por la Operación Highjump de la Marina de los Estados Unidos en 1947. Esbozada y fotografiada por Phillip Law, líder de las ANARE (Magga Dan), el 20 de febrero de 1959. Fue nombrada por el ANCA en honor al capitán Harald M011ller Pederson, capitán del Magga Dan durante la expedición.[

### Archer Point
69°11′S 157°39′E / -69.183, 157.650. Un cabo rocoso en la costa que marca el lado occidental de la bahía Harald. Fue descubierto en febrero de 1911 por el teniente H.L.L. Pennell, de la Marina Real, a bordo del Terra Nova, nave de la expedición de la BrAE, 1910-13, bajo el mando de Scott. Llamado así por W.W. Archer, el jefe de intendencia de la expedición.

### Isla Kartografov
69°12′S 157°43′E / -69.200, 157.717. Una pequeña isla costera ubicada en la parte occidental de la desembocadura de la bahía Harald. Fotografiada por la Operación Highjump de la Marina de los Estados Unidos (1946-47), la Expedición Antártica Soviética (1957-58) y las ANARE (1959). La isla fue nombrada Ostrov Kartografov (isla de los cartógrafos) por la expedición soviética.

### Williamson Head
69°11′S 158°00′E / -69.183, 158.000. Un cabo prominente ubicado a 6 millas náuticas (11 km; 6.9 millas) al oeste-noroeste de Drake Head, en la costa de la Antártida. Fue descubierto desde el Terra Nova en febrero de 1911, durante la última expedición de Scott. Nombrado en honor al suboficial Thomas S. Williamson, de la Marina Real, miembro de la expedición.